# Corbeau à gros bec
Corvus macrorhynchos
Espèce
Répartition géographique
Statut de conservation UICN

 LC  : Préoccupation mineure
Le Corbeau à gros bec (Corvus macrorhynchos) nommé « cuervo de la selva » par les hispanophones, ce qui signifie « Corbeau de jungle », est une espèce de passereau de la famille des Corvidae vivant en Asie du Sud-Est.

## Description

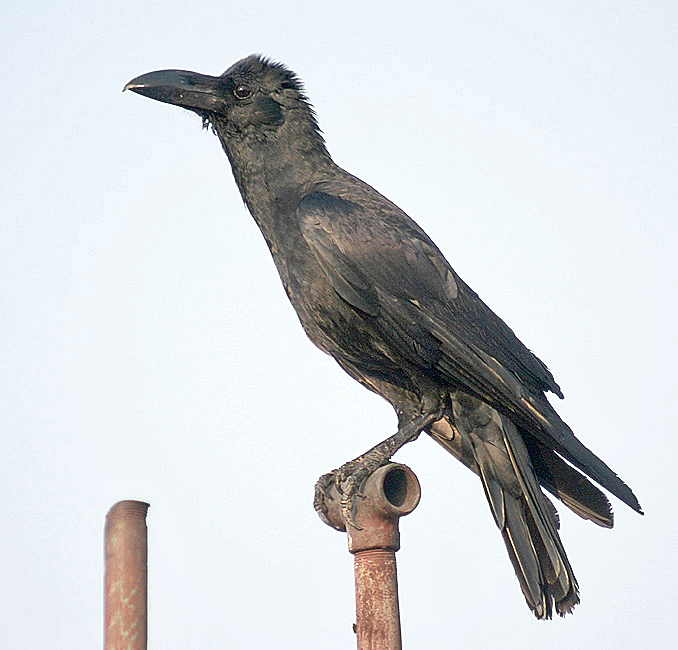
Cette espèce est facilement identifiable par son bec

Sa taille (46 à 59 cm de longueur) et les proportions de son corps varient selon les régions.

Dans l'extrême nord du Japon, de la Kuriles et de la presqu'île de Sakhaline, il est un peu plus grand que la corneille noire (Corvus corone), tandis qu'en Inde, dans le sud-ouest de son aire de répartition il est sensiblement plus petit qu'elle.

Il a toujours un très gros bec dont la partie supérieure est arquée.

Il a généralement un plumage gris plus ou moins sombre et plus mat à l'arrière de la tête, sur le cou, les épaules et le bas du corps. Ses ailes, la queue, la face et la gorge étant d'un noir plus profond et brillant.

Chez les variétés indiennes, la densité du gris varie ; du presque noir à un gris plus clair.

## Distribution et habitat
Son aire de répartition s'étale largement, de la côte nord-asiatique à l'Afghanistan et de l'est de l'Iran à l'ouest et au sud de l'Inde, au Sri Lanka, à la péninsule de Malaisie dans le sud-est. Les Philippines en abritent aussi une forme régionale.
Il vit plutôt dans les bois, parcs et jardins, mais fréquente les ouvertes et les zones cultivées des régions moins arborées, surtout quand il n'est pas en concurrence avec d'autres espèces de corvidés (corneille noire en particulier).

## Écologie et comportement
Comme tous les corvidés, il est omnivore et extrêmement polyvalent dans son alimentation. Il se nourrit au sol ou dans les arbres d'un large éventail d'aliments (vivants ou morts, végétaux ou animaux) mais en se montrant volontiers nécrophage et charognard. Il joue à ce titre un rôle important dans l'élimination des cadavres dans l'écosystème.

Il est réputé pouvoir tuer les poulets domestiques, plus que toute autre espèce de corvidés. Au Japon, les corbeaux sauvages sont considérés comme un fléau car ils ont appris à ouvrir les sacs à ordure (dont ils utilisent parfois les fils de fermeture pour les intégrer dans leurs nids).

## Reproduction

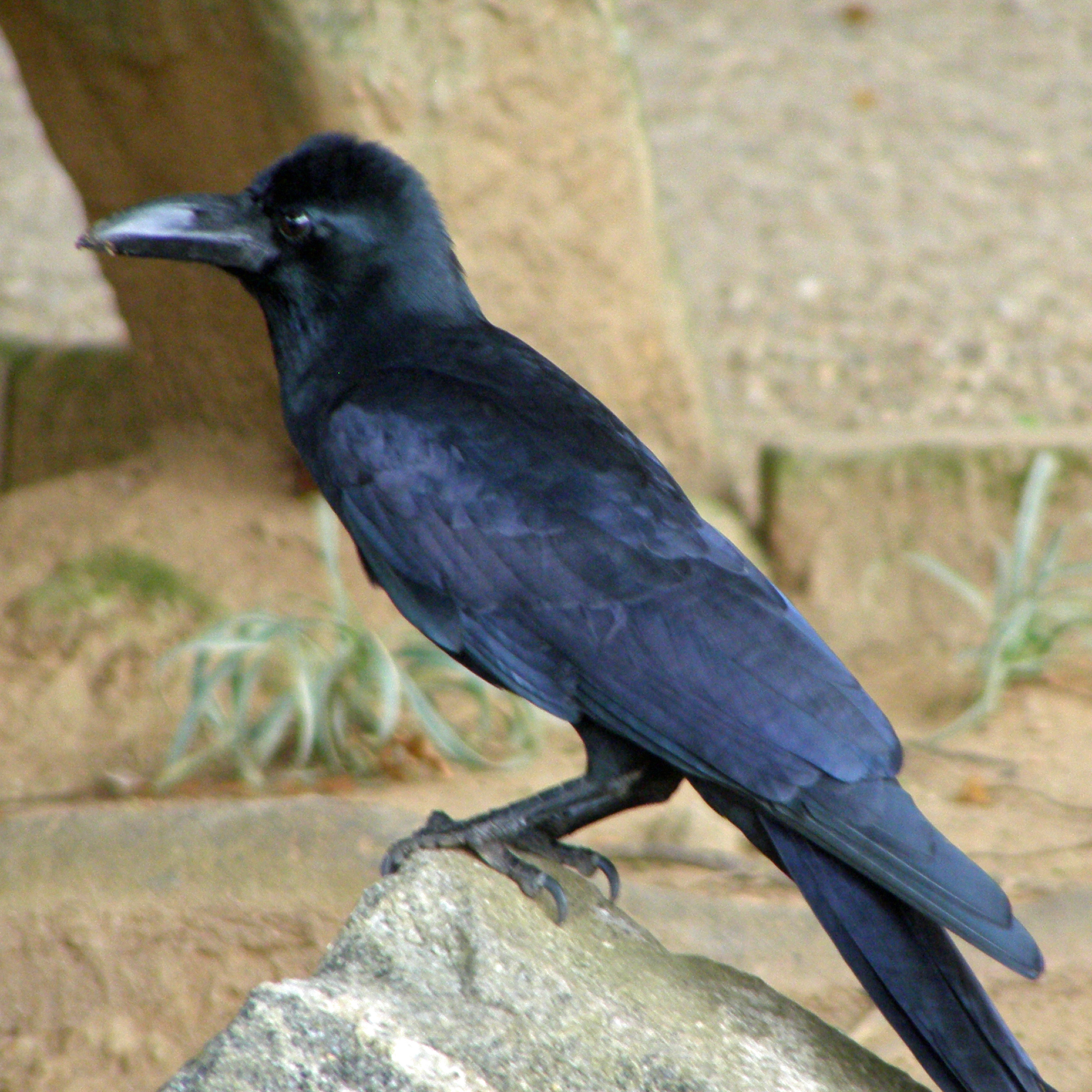

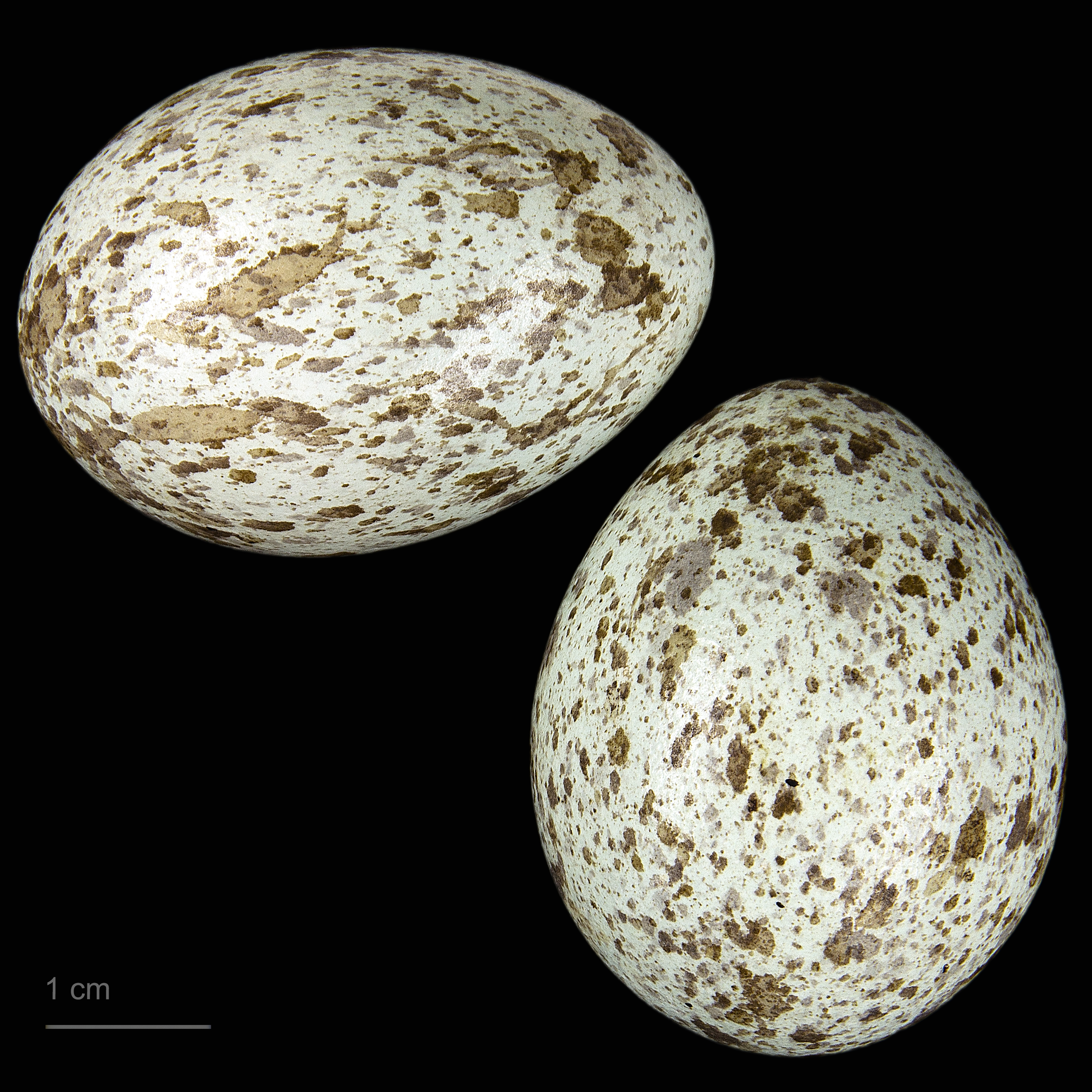
Œuf de Corvus macrorhynchos - Muséum de Toulouse

Le nid est une plate-forme de brindilles enchevêtrées, généralement construit en hauteur dans un arbre avec une préférence pour les grands conifères comme le sapin ou de pin là où ils sont présents.

Il pond de 3 à 5 œufs, exceptionnellement 6 ou 7 ; les œufs sont bleu-vert mouchetés et striés de rouge-brun terne, sépia, gris. La ponte est incubée durant 17 à 19 jours.

Les jeunes deviennent relativement autonomes au 35e jour.

En Inde, les différentes variétés (ou sous-espèces ?) se reproduisent de mars à mai, dans les plaines, mais certains pondent même à la mi-décembre. Le nid est parfois amélioré par des brins de laine, des morceaux de tissus, des fibres végétales, et d'autres matériaux semblables. Certains nids ont été trouvés en partie ou exclusivement composés de fils.

## Perchage
Il est grégaire au repos et peut former à la tombée de la nuit d'importants groupes sur les sites de repos qui restent toujours occupés, même en saison de reproduction, car les jeunes ne se reproduisent pas lors de leur première année. Au cours de la journée les couples matures s'occupent de défendre leur territoire, mais la nuit ils se joignent à des grands groupes.

Des phénomènes de hiérarchies fondées sur la reconnaissance d'individus dominants sont visibles.

## Chant
Son cri (CAAA-CAAA-CAAA) ressemble à celui de la corneille, mais plus profond et avec généralement plus de résonance. L'oiseau produit aussi des séries d'appels évoquant des « CAU, CAU » et d'autres rappelant le tambourinement d'un pic.

## Pressions, menaces, statut
Un individu a été trouvé mort, porteur du virus H5N1 hautement pathogène de la grippe aviaire (H5N1 confirmé le 10 février 2009) dans lancien Kiln Park à Lantau.